# 板橋区立舟渡小学校
板橋区立舟渡小学校（いたばしくりつ ふなどしょうがっこう）は東京都板橋区の北端にある公立小学校。

## 概要
2008年（平成16年）度、全12学級。舟渡町内にある唯一の公立学校で、町会・地域とのつながりが強い。ICT環境が充実している。

## 沿革
- 1953年（昭和28年）9月1日[1] - 東京都板橋区立志村第六小学校分校として開校。
- 1954年（昭和29年） - 東京都板橋区立舟渡小学校として独立開校。校舎増築落成と独立開校記念式典挙行。
- 1959年（昭和34年） - 校舎増築落成。
- 1965年（昭和40年） - 屋内体育館落成。
- 1971年（昭和46年） - 校舎改築第1～3期工事完成。
- 1978年（昭和53年） - 教室、職員室増築完成。
- 1980年（昭和55年） - 体育館全面補修、都市ガス化工事完成。
- 1984年（昭和59年） - ガス暖房化。理科室改修。
- 1993年（平成5年）- 体育館改修工事完成。
- 2004年（平成16年） - 創立50周年記念式典挙行。
- 2007年（平成19年） - 耐震補強工事完了。校舎エアコン設置完了。
- 2014年（平成26年） - 学校支援地域本部設置。創立60周年記念式典挙行。
- 2018年（平成30年） - 板橋区コミュニティ・スクール導入推進校指定。
- 2021年（令和3年） - 長寿命化改修工事完了。

## アクセス
- 国際興業バス「東練01」・「東練05」・「浮舟80」・「高02」の各系統で、「舟渡小学校前」バス停下車。
- JR埼京線浮間舟渡駅から、
  - 徒歩13分。
  - 先述の国際興業バスに乗車し、「舟渡小学校前」停留所下車。
- 都営地下鉄三田線蓮根駅から、徒歩15分。